# Quadro de medalhas dos Jogos Pan-Americanos de 1959
| Quadro de Medalhas / Chicago 1959 | Quadro de Medalhas / Chicago 1959 | Quadro de Medalhas / Chicago 1959 | Quadro de Medalhas / Chicago 1959 | Quadro de Medalhas / Chicago 1959 | Quadro de Medalhas / Chicago 1959 |
| --------------------------------- | --------------------------------- | --------------------------------- | --------------------------------- | --------------------------------- | --------------------------------- |
| Posição                           | País                              | Ouro                              | Prata                             | Bronze                            | Total                             |
| 1                                 | Estados Unidos                    | 115                               | 69                                | 52                                | 236                               |
| 2                                 | Argentina                         | 9                                 | 19                                | 11                                | 39                                |
| 3                                 | Brasil                            | 8                                 | 8                                 | 6                                 | 22                                |
| 4                                 | México                            | 6                                 | 11                                | 12                                | 29                                |
| 5                                 | Canadá                            | 5                                 | 19                                | 24                                | 48                                |
| 6                                 | Chile                             | 5                                 | 2                                 | 6                                 | 13                                |
| 7                                 | Jamaica                           | 2                                 | 4                                 | 8                                 | 14                                |
| 8                                 | Cuba                              | 2                                 | 4                                 | 4                                 | 10                                |
| 9                                 | Bahamas                           | 2                                 |                                   |                                   | 2                                 |
| 10                                | Venezuela                         | 1                                 | 7                                 | 7                                 | 15                                |
| 11                                | Uruguai                           | 1                                 | 3                                 | 4                                 | 8                                 |
| 12                                | Panamá                            |                                   | 4                                 | 4                                 | 8                                 |
| 13                                | Peru                              |                                   | 2                                 | 5                                 | 7                                 |
| 14                                | Porto Rico                        |                                   | 2                                 | 4                                 | 6                                 |
| 15                                | Equador                           |                                   | 1                                 | 1                                 | 2                                 |
| 16                                | Haiti                             |                                   | 1                                 |                                   | 1                                 |
| 17                                | Guiana                            |                                   |                                   | 3                                 | 3                                 |
| 18                                | Antilhas Holandesas               |                                   |                                   | 1                                 | 1                                 |
| 18                                | Guatemala                         |                                   |                                   | 1                                 | 1                                 |